# Eenwording van de Verenigde Arabische Emiraten

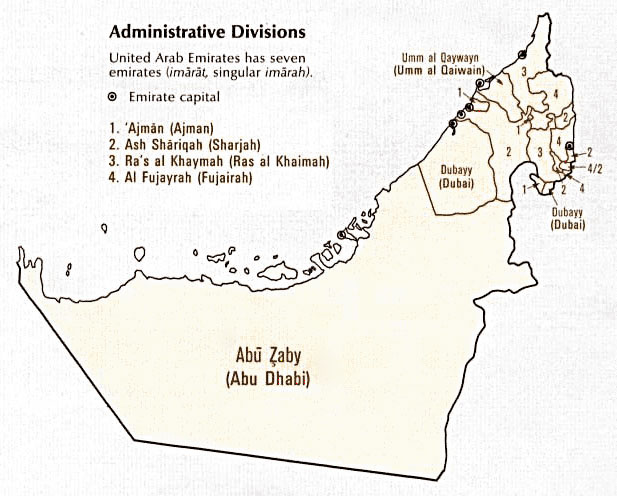
De zeven emiraten van de Verenigde Arabische Emiraten.

De eenwording van de Verenigde Arabische Emiraten was een proces van eenwording van zeven emiraten aan de Perzische Golf. Het initiatief van de eenwording kwam van de emir van Abu Dhabi Zayid bin Sultan al Nuhayyan. Van 18 februari 1968 tot 1 december 1971 wist hij met succes de emirs van de emiraten Dubai, Sharjah, Ajman, Fujairah en Umm al-Qaiwain te overtuigen om een onafhankelijke federale staat te vormen wat bekend staat als de Verenigde Arabische Emiraten (VAE).
Ras al-Khaimah trad twee maanden later toe op 10 februari 1972 tot de als zevende en laatste emiraat tot de federatie. Ras al-Khaimah was oorspronkelijk tegen de unie vanwege diverse geopolitieke en economische redenen.
Oorspronkelijk zouden Bahrein en Qatar ook toetreden tot de Verenigde Arabische Emiraten.